# Union panaméricaine de gymnastique
L’Union panaméricaine de gymnastique (UPAG) est l'une des quatre unions continentales qui constituent la Fédération internationale de gymnastique (FIG). L'UPAG est une organisation autonome, qui défend les intérêts de la gymnastique américaine et de ses fédérations membres.
L'UPAG a été fondée en 1971 à Cali.